# Distoleon tipulioides
Distoleon tipulioides är en insektsart som först beskrevs av Fraser 1950.  Distoleon tipulioides ingår i släktet Distoleon och familjen myrlejonsländor. Inga underarter finns listade i Catalogue of Life.